# Чигарини, Лука
Лука Чигарини (итал. Luca Cigarini; 20 июня 1986, Монтеккьо-Эмилия) — итальянский футболист, центральный полузащитник клуба «Реджана».

## Карьера
Лука Чигарини начал карьеру в детской команде клуба «Парма». В сезоне 2004/05 он был отдан в аренду в клуб серии С1, «Самбенедеттезе», который тренировал бывший наставник Чигарини в «Парме», Давиде Баллардини. После этого Чигарини вернулся в «Парму» и в её составе, 17 сентября 2005 года, дебютировал в серии А в матче с «Эмполи», который пармезанцы выиграли 1:0. В своём первом сезоне в клубе, Чигарини провёл 21 матч. С приходом в клуб Клаудио Раньери, Чигарини получил твёрдое место в основном составе команды. 15 апреля 2007 года он забил свой первый гол за клуб, поразив ворота «Катании»; игра завершилась вничью 1:1. В июле 2008 года Чигарини был куплен клубом «Аталанта», которая выкупила 50 % прав на футболиста за 5 млн евро. За этот клуб он провёл 24 матча и забил 3 гола.
3 июля 2009 года Чигарини был куплен клубом «Наполи», который заплатил 4,8 млн евро и отдал «Аталанте» Дьёрдя Гарича, чей трансфер оценили в 5,5 млн евро. Чигарини дебютировал в составе «Наполи» 23 августа 2009 года в матче с «Палермо», заменив Мариано Больячино. 28 октября 2009 года, в своём 100-м матче в серии А, Чигарини забил гол в ворота «Милана»; игра завершилась вничью 2:2. Всего в первом сезоне в Неаполе Чигарини провёл 29 матчей и забил 2 гола.
Летом 2010 года в услугах Чигарини была заинтересована «Севилья», а также «Лацио» и «Эспаньол». 3 августа, на правах аренды с возможностью выкупа трансфера игрока за 7 млн фунтов, Чигарини перешёл в «Севилью». 14 августа полузащитник дебютировал в составе клуба в матче Суперкубка Испании с клубом «Барселона», в котором его команда победила 3:1, а сам Лука сделал голевую передачу.
В следующем году Чигарини был отдан в аренду в «Аталанту». Вскоре «Аталанта» заключила контракт с Чигарини на постоянной основе, который он отработал до конца вплоть до окончания сезона  2015/16.
В сезоне 2016/17 Чигарини заключил контракт с «Сампдорией», где почти не играл.
Летом 2017 года Чигарини стал игроком «Кальяри», где стал на 3 года беззаговорочным игроком основы.
8 сентября 2020 года заключил контракт с «Кротоне», командой, которая только вернулась в Серию А.
В 2021 году подписал контракт с «Реджаной». В 2023 году клуб вышел в Серию B.

## Выступления за сборную
В 2004 году дебютировал за Сборную Италии (до 18 лет) и принял участие всего в 2 играх.
С 2005–2009 году Чигарини привлекался к играм за Сборную Италии (до 21 года), за которую сыграл 25 официальных матча и забил 1 гол.
В 2008 году защищал цвета Олимпийской Сборной Италии, в составе которой провёл 8 матчей. В составе сборной принимал участие на Олимпийских играх 2008 года в Пекине.

## Статистика

### Клубная
| Клуб                | Сезон               | Чемпионат           | Чемпионат | Чемпионат | Кубок | Кубок | Еврокубки | Еврокубки | Всего | Всего |
| Клуб                | Сезон               | Лига                | Игры      | Голы      | Игры  | Голы  | Игры      | Голы      | Игры  | Голы  |
| ------------------- | ------------------- | ------------------- | --------- | --------- | ----- | ----- | --------- | --------- | ----- | ----- |
| Парма               | 2004–05             | Серия А             | ––        | ––        | ––    | ––    | ––        | ––        | ––    | ––    |
| → Самбенедеттезе    | 2004–05             | Серия С             | 31        | 4         | ––    | ––    | ––        | ––        | 31    | 4     |
| Парма               | 2005–06             | Серия А             | 17        | 0         | 4     | 0     | ––        | ––        | 21    | 0     |
| Парма               | 2006–07             | Серия А             | 21        | 1         | 4     | 1     | 6         | 0         | 31    | 2     |
| Парма               | 2007–08             | Серия А             | 32        | 3         | 0     | 0     | —         | —         | 32    | 3     |
| Всего за «Парму»    | Всего за «Парму»    | Всего за «Парму»    | 70        | 4         | 8     | 1     | 6         | 0         | 84    | 5     |
| Аталанта            | 2008–09             | Серия А             | 23        | 3         | 1     | 0     | ––        | ––        | 24    | 3     |
| Наполи              | 2009–10             | Серия А             | 28        | 2         | 1     | 0     | ––        | ––        | 29    | 2     |
| → Севилья           | 2010–11             | Ла Лига             | 6         | 0         | 4     | 1     | 6         | 2         | 16    | 3     |
| → Аталанта          | 2011–12             | Серия А             | 32        | 1         | 0     | 0     | ––        | ––        | 32    | 1     |
| → Аталанта          | 2012–13             | Серия А             | 27        | 2         | 2     | 0     | ––        | ––        | 29    | 2     |
| Аталанта            | 2013–14             | Серия А             | 33        | 2         | 3     | 0     | ––        | ––        | 36    | 2     |
| Аталанта            | 2014–15             | Серия А             | 33        | 0         | 1     | 1     | ––        | ––        | 34    | 1     |
| Аталанта            | 2015–16             | Серия А             | 25        | 2         | 1     | 0     | ––        | ––        | 26    | 2     |
| Всего за «Аталанту» | Всего за «Аталанту» | Всего за «Аталанту» | 150       | 7         | 7     | 1     | 0         | 0         | 157   | 8     |
| Сампдория           | 2016–17             | Серия А             | 4         | 0         | 3     | 0     | ––        | ––        | 7     | 0     |
| Кальяри             | 2017–18             | Серия А             | 26        | 2         | 1     | 0     | ––        | ––        | 27    | 2     |
| Кальяри             | 2018–19             | Серия А             | 25        | 0         | 3     | 0     | ––        | ––        | 28    | 0     |
| Кальяри             | 2019–20             | Серия А             | 22        | 0         | 0     | 0     | ––        | ––        | 22    | 0     |
| Всего за «Кальяри»  | Всего за «Кальяри»  | Всего за «Кальяри»  | 73        | 2         | 4     | 0     | 0         | 0         | 77    | 2     |
| Кротоне             | 2020–21             | Серия А             | 5         | 0         | 1     | 1     | ––        | ––        | 6     | 1     |
| Всего за карьеру    | Всего за карьеру    | Всего за карьеру    | 359       | 18        | 29    | 4     | 12        | 2         | 400   | 24    |